# Gabinet Kauffman
El Gabinet Kauffman va formar el govern de Luxemburg del 19 de juny de 1917 al 28 de setembre de 1918. El Gabinet Thorn va ser substituït per una coalició de liberals i conservadors sota Léon Kauffman. En aquest govern cau la tasca de democratitzar la Constitució de Luxemburg. En novembre de 1917, la Cambra de Diputats de Luxemburg va començar el debat sobre la introducció del sufragi universal.

## Composició
- Léon Kauffman: Primer Ministre, Cap de govern, Ministre d'Afers Exteriors, Cultura i Finances
- Léon Moutrier: Ministre de Justícia i Educació Pública
- Antoine Lefort: Ministre d'Obres Públiques
- Joseph Faber: Ministre d'Agricultura, d'Indústria i Treball
- Maurice Kohn: Ministre de l'Interior